# Schismatorhynchos
Schismatorhynchos är ett släkte av fiskar. Schismatorhynchos ingår i familjen karpfiskar.
Kladogram enligt Catalogue of Life:
| Schismatorhynchos | \| \| Schismatorhynchos endecarhapis \| \| \| \| \| \| Schismatorhynchos heterorhynchos \| \| \| \| \| \| Schismatorhynchos holorhynchos \| \| \| \| \| \| Schismatorhynchos nukta \| \| \| \| |
|                   | \| \| Schismatorhynchos endecarhapis \| \| \| \| \| \| Schismatorhynchos heterorhynchos \| \| \| \| \| \| Schismatorhynchos holorhynchos \| \| \| \| \| \| Schismatorhynchos nukta \| \| \| \| |
|                   | Schismatorhynchos endecarhapis |
|                   | |
|                   | Schismatorhynchos heterorhynchos |
|                   | |
|                   | Schismatorhynchos holorhynchos |
|                   | |
|                   | Schismatorhynchos nukta |
|                   | |